# Rede Uruguaia contra a Violência Doméstica e Sexual
Rede Uruguaia contra a Violência Doméstica e Sexual (em espanhol: Red Uruguaya contra la Violencia Doméstica y Sexual) é uma organização não governamental do Uruguai, criada com o objetivo de erradicar a violência de gênero, trabalhando com a prevenção, investigação e sensibilização sobre violência doméstica e sexual; abrangendo crianças, adolescentes, mulheres e homens.

## História
Foi criada em 1992, por um grupo com mais de 30 organizações civis multidisciplinares, experientes em trabalhar com mulheres, crianças e adolescentes em situação de violência doméstica e sexual. Em 2001, a organização começa a trabalhar para que a violência doméstica fosse inserida na agenda pública, com uma perspectiva de gênero e direitos humanos; e no ano de 2003, colaborou com a edição do Primeiro Plano Nacional de Combate à Violência Doméstica do Uruguai.

## Objetivos
- Promover mudança sociocultural nos relacionamentos entre gêneros, para erradicar o sistema de legitimação da violência doméstica e sexual.[1]
- Incentivar a implementação de políticas públicas para a prevenção e atendimento à violência doméstica e sexual.[1]
- Monitorar o cumprimento de convenções de acordos internacionais, que são ratificados pelo Estado.[1]
- Criar alianças estratégicas com a mídia e líderes de opinião para uma comunicação adequada a população.[1]